# Baetiella
Baetiella is een geslacht van haften (Ephemeroptera) uit de familie Baetidae.

## Soorten
Het geslacht Baetiella omvat de volgende soorten:
- Baetiella armata
- Baetiella ausobskyi
- Baetiella bispinosus
- Baetiella innotata
- Baetiella japonica
- Baetiella ladakae
- Baetiella marginata
- Baetiella muchei
- Baetiella tonneri
- Baetiella trispinata
- Baetiella tuberculata
- Baetiella ursina